# منكه الهندي
منكه الهندي (ازدهر في القرن 9) كان عالمًا بصناعة الطب، فيلسوفًا من جملة المشار إليهم في علوم الهند، متقنًا للغة الهند ولغة الفرس، وكان في أيام هارون الرشيد وسافر من الهند إلى العراق، واجتمع به وداواه، وقيل: إنه كان في جملة إسحاق بن سليمان بن علي الهاشمي، وكان ينقل من اللغة الهندية إلى العربية والفارسية.

## أعماله
وهو الذي نقل كتاب شاناق الهندي في السموم، خمس مقالات، فسره من اللسان الهندي إلى اللسان الفارسي، وكان المتولى نقله بالخط الفارسي رجل يعرف بأبي حاتم البلخي، فسره ليحيى بن خالد بن برمك، ثم نقل للمأمون على يد العباس بن سعيد الجوهري مولاه.

## أخباره مع الحكام
في كتاب أَخْبَار الْخُلَفَاء والبرامكة جاء أَن الرشيد اعتل عِلّة صعبة فعالجه الْأَطِبَّاء فَلم يجد من علته أفاقة فَقَالَ لَهُ أَبُو عمر الأهجمي بِالْهِنْدِ طَبِيب يُقَال لَهُ منكه وَهُوَ أحد عبادهم وفلاسفتهم فَلَو بعث إِلَيْهِ أَمِير الْمُؤمنِينَ فَلَعَلَّ أَن يهب لَهُ الشِّفَاء على يَده قَالَ فَوجه الرشيد من حمله وَوَصله بصلَة تعينه على سَفَره فَقدم وعالج الرشيد فبرأ من علته بعلاجه فَأجرى عَلَيْهِ رزقا وَاسِعًا وأموالا كَافِيَة قَالَ فَبَيْنَمَا منكه مارا فِي الْخلد إِذا هُوَ بِرَجُل من المائنين قد بسط كساءه وَألقى عَلَيْهِ عقاقير كَثِيرَة وَقَامَ يصف دَوَاء عِنْده فَقَالَ فِي صفته هَذَا دَوَاء للحمى الدائمة وَحمى الغب وَحمى الرّبع ولوجع الظّهْر والركبتين والخام والبواسير والرياح ووجع المفاصل ووجع الْعَينَيْنِ ولوجع الْبَطن والصداع والشقيقة ولتقطير الْبَوْل والفالج والارتعاش وَلم يدع عِلّة فِي الْبدن إِلَّا ذكر أَن ذَلِك الدَّوَاء شفاؤها فَقَالَ منكه لِترْجُمَانِهِ مَا يَقُول هَذَا فترجم لَهُ مَا سمع فَتَبَسَّمَ منكه وَقَالَ على كل حَال ملك الْعَرَب جَاهِل وَذَلِكَ أَنه إِن كَانَ الْأَمر على مَا قَالَ هَذَا فَلم حَملَنِي من بلدي وقطعني عَن أَهلِي وتكلف الغليظ من مؤونتي وَهُوَ يجد هَذَا نصب عينه وبإزائه وَإِن كَانَ الْأَمر لَيْسَ كَمَا يَقُول هَذَا فَلم لَا يقْتله فَإِن الشَّرِيعَة قد أَبَاحَتْ دم هَذَا وَمن أشبهه لِأَنَّهُ إِن قتل مَا هِيَ إِلَّا نفس تحيا بفنائها أنفس خلق كثير وَإِن ترك وَهَذَا الْجَهْل قتل فِي كل يَوْم نفسا وبالحري أَن يقتل اثْنَيْنِ وَثَلَاثَة وَأَرْبَعَة فِي كل يَوْم وَهَذَا فَسَاد فِي الدّين ووهن فِي المملكة.